# Eton (langue océanienne)
Pour les articles homonymes, voir Eton.
L’eton (ou éfaté oriental ou epwau) est une langue océanienne parlée au Vanuatu par 500 locuteurs (recensement de 1989) dans le sud-est d’Éfaté, à Eton, à Pang Pang et dans les villages alentour. Parmi ses dialectes : Eton et Pang Pang. Auparavant considéré comme un dialecte de l’éfaté du Sud, il est compréhensible à 88 % avec le lelepa et à 64 % avec l’éfaté du Sud. Il reste quelques locuteurs du Pang Pang.